# Афонін Олександр Васильович
Олекса́ндр Васи́льович Афо́нін (народився 6 вересня 1954 в смт. Вільча Поліського району Київської області) — український громадський діяч у сфері книговидання.

## З життєпису
Олександр Афонін — член ініціативної групи науковців Інституту філософії імені Г. Сковороди НАН України у складі Мирослава Поповича, Юрія Прилюка, Наталії Вяткіної, Володимира Жмира зі створення 1990 року одного з перших приватних видавництв України — Видавництва гуманітарної літератури «Абрис», його співзасновник і до лютого 1995 року голова зборів засновників, а з лютого 1995 до липня 2001 року — генеральний директор.
Під час перебування його на цій посаді було:
— розпочато підготовку, виготовлення та розповсюдження національних контурних карт з географії, історії України та всесвітньої історії для учнів загальноосвітніх шкіл, які за часів СРСР було дозволено виготовляти лише в Москві;
— розроблено низку нових сучасних підручників для загальноосвітньої і вищої школи, зокрема з історії України, географії, української мови, органічної хімії, філософії, політології, психології, латинської мови тощо;
— започатковано розроблення та поширення на території України нового виду друкованої продукції — робочих зошитів із предметів курсу загальноосвітньої школи;
— розроблено дизайн і виготовлено повний комплект офіційних документів до всіх державних нагород України;
— розроблено дизайн і виготовлено нині вже традиційне посвідчення Президента України, яке вручається йому після обрання, а також діловий стиль другого Президента України;
— видано твори низки класиків вітчизняної філософської думки, як-от Феофан Прокопович, Памфіл Юркевич, Агатангел Кримський, Памфіл Юркевич, Дмитро Чижевський та інші, а також твори знакових сучасних українських філософів — Мирослава Поповича та Оксани Забужко;
— підготовлено і видано перший за доби незалежності України новий академічний «Російсько-український словник» на 160 тис. слів;
— розроблено та запроваджено використання перших вітчизняних ділових комплектів для керівників державних і бізнесових структур різного рівня.
З березня 1996 до липня 2001 року Олександр Афонін поєднував роботу генерального директора ВГЛ «Абрис» із посадою президента Благодійної організації «Українська асоціація видавців та книгорозповсюджувачів» (УАВК) на громадських засадах. З липня 2001 року — президент БО «УАВК» на штатній основі. Проте вже з 1996 року, після обрання його президентом цієї фахової громадської організації, Олександр Афонін розпочав боротьбу за визнання української книги національним стратегічним культурно-мистецьким та інтелектуальним продуктом і відповідне відображення цієї ролі книги у вітчизняному законодавстві з наданням їй преференцій, аналогічних до тих, які має книга у цивілізованих країнах світу.
У рамках діяльності в цьому напрямі Олександр Афонін:
— бере участь у Варшавській конференції ЮНЕСКО та країн ЄС «Законодавство у світі книги» (1996) як один зі спікерів та співавторів підсумкового її документу;
— організує у квітні 1997 року першу і на цей час єдину, що відбулася в Україні, міжнародну конференцію «Законодавство у світі книги: реалізація в Україні рекомендацій Варшавської конференції» за участю представників Ради Європи, парламенту ЄС та Міжнародного агентства ISBN та виступає автором підсумкового документу;
— долучається як керівник громадського фахового об'єднання до підготовки Верховною Радою України двох базових законів України «Про видавничу справу» та «Про податок на додану вартість» (1997) і виступає як автор конкретних статей до цих законів, зокрема ст. 6 Закону України «Про видавничу справу», яка стосується механізму приватизації державних суб'єктів видавничої справи, та пп. 2 п. 1 ст. 5 Закону України «Про податок на додану вартість», яким з 01.10.1997 суб'єктів видавничої справи було звільнено від сплати цього податку;
— виступає ініціатором та автором Указу Президента України № 816/98 від 23.07.1998 «Про деякі питання державної підтримки книговидавничої справи»;
— під час катастрофічного падіння обсягів виробництва української книги 1999 року ініціює створення так званого Комітету захисту української книги за участю І. Драча, М. Жулинського, П. Мовчана, Ю. Мушкетика, Л. Танюка, М. Шпакуватого, В. Яворівського і підготовку цим Комітетом проектів указу Президента України та закону України, якими передбачалося звільнення вітчизняних суб'єктів видавничої справи від оподаткування прибутку, а поліграфічних підприємств від сплати ввізних мита та ПДВ на імпортоване друкарське обладнання та технологічні матеріали;
— у березні 2000 року публікує в газеті «Літературна Україна» розлогу аналітичну статтю «Українська книга: стан, проблеми, перспективи», яка стала стартовим майданчиком для підписання Указу Президента України «Про додаткові заходи щодо державної підтримки національного книговидання і книгорозповсюдження» № 1217/2000 від 09.11.2000 та Закону України «Про внесення змін до деяких законів України з питань оподаткування» № 2410-III від 17.05.2001, який було подано Президентом України Леонідом Кучмою як позачерговий. Цим законом на півтора роки було звільнено суб'єктів вітчизняного книговидання від сплати податку на прибуток та ввізних мита і ПДВ на друкарське обладнання та технологічні матеріали для друку і виготовлення книжок.
2002 року у зв'язку з наближенням кінцевого терміну дії попередніх законів, які надавали преференції суб'єктам видавничої справи, Олександром Афоніним було ініційовано, і він виступив як його співавтор, проект Закону України «Про державну підтримку книговидавничої справи в Україні», який 06.09.2002 було подано до Верховної Ради урядом Анатолія Кінаха як позачерговий і прийнято відразу в першому і другому читаннях 18 листопада 2002 року рекордною кількістю голосів — 406.
Президентом України цей закон було підписано лише 6 березня 2003 року після подолання конституційною більшістю голосів у Верховній Раді президентського вето, яке було накладено за наполяганням уряду В. Януковича. Проте, всупереч законним підставам, вступив у дію він лише з 1 липня 2004 року після цілої низки протестних акцій, організованих Олександром Афоніним спільно з громадськими активістами із видавничого середовища, зокрема братами Капрановими;
— 2008 року ним було організовано широку публічну кампанію з пролонгації дії Закону України № 601-IV від 06.03.2002 до 01.01.2010, яка завершилася позитивним голосуванням Верховної Ради України за цю пролонгацію;
— 2014 року, після тривалих і напружених перемовин з урядом А. Яценюка, Олександру Афоніну вдалося частково відбити намагання уряду повністю ліквідувати будь-які податкові преференції для суб'єктів книговидання в Україні. У результаті було ліквідовано лише пільгу з податку на прибуток, однак вдалося зберегти пільгу з ПДВ.
У співавторстві з доцентом факультету кібернетики Київського державного університету імені Т. Шевченка Володимиром Бубликом 1998 року Олександром Афоніним було підготовлено та подано на конкурс програми Європейського Союзу TEMPUS TACIS два проєкти «Підготовка людських ресурсів для видавничої галузі України» та «Створення бібліотеки електронних медіаресурсів в Україні», які стали переможцями цього конкурсу. Грантові кошти в розмірі 1 млн екю було спрямовано на створення факультетів інформатики у двох вітчизняних вишах — Національному університеті «Києво-Могилянська академія» та Львівській академії друкарства.
Він є розробником та ініціатором впровадження Міністерством освіти і науки України антикорупційного механізму конкурсного відбору підручників для участі у виконанні державного замовлення на їх виготовлення безпосередньо вчителями усіх шкіл України (з 2014 року і донині).
Олександр Афонін був і є членом численних експертних та робочих рад, зокрема:
— член Колегії Держтелерадіо, з червня 1998 року дотепер;
— член експертної ради Премії Президента України «Українська книга року», з 2010 року дотепер;
— член Національної ради з питань культури і духовності при Президентові України, 2005—2010 рр.;
— член колегії Міністерства освіти і науки України, 2014—2019 рр.;
— член Наглядової ради Українського інституту книги, з 2018 року дотепер;
— член Громадської ради при Держтелерадіо України, з 2010 року дотепер;
— член Громадської ради при Комітеті Верховної Ради України з питань гуманітарної та інформаційної політики, з 2019 року дотепер.
Олександр Афонін є автором понад 250 актуальних і аналітичних публікацій із проблем історії та сучасності української книговидавничої справи, дев'яти поетичних збірок і кількох прозових творів, брошури «Влада і книга: український варіант» (2004) та дослідницької праці у співавторстві з директором ДНУ «Книжкова палата України імені Івана Федорова» Миколою Сенченком «Українська книга у контексті світового книговидання» (2010).
За ініціативи та під керівництвом Олександра Афоніна з 1995 до 2004 року УАВК виступала одноосібним організатором національного стенда на Франкфуртському, Лейпцизькому (ФРН) та Варшавському (Польща) книжкових ярмарках. З 2004 до 2013 року це робилося у партнерстві з Державним комітетом телебачення і радіомовлення України, а з 2015 року і донині — з Міністерством культури України.
Як президент Української асоціації видавців і книгорзповсюджувачів був одним з ініціаторів проведення та співорганізаторів:
— «Форуму видавців» у Львові (з 1994 року донині);
— форуму «Дні української книги на Одещині» (з 1999 року донині);
— виставки-ярмарку «Книжковий світ — МЕДВІН» (Київ, з 1998 року донині);
— виставки-ярмарку «Світ книги» (Харків, 1999—2010).

## Освіта
- 1971 — закінчив київську середню школу N 72
- 1982 — закінчив Київський університет імені Тараса Шевченка, історичний факультет, з відзнакою
- 1990 — закінчив Вищу партійну школу при ЦК Компартії України з відзнакою.

## Трудова діяльність
- 1971 — слюсар-шаблонник Київського авіаційного об'єднання.
- 1972—1974 — служив у Радянській Армії.
- 1974—1978 — маляр Шляхо-будівельного управління № 3 тресту «Київшляхбуд — 2».
- 1978—1984 — на громадській, комсомольській, керівній педагогічній роботі (СПТУ № 10, Подільський райком комсомолу м. Києва, Київське річкове училище).
- 1984—1991 — на партійній роботі в апараті Київського міськкому партії та Центрального Комітету Комуністичної партії України.
- 1990—1991 — перший секретар Подільського райкому партії м. Києва.
- 1992—1995 — очолював приватні підприємства;
- 1995—2001 — генеральний директор видавництва гуманітарної літератури «Абрис».
- з червня 1996 — президент Української асоціації видавців і книгорозповсюджувачів. З липня 2001 року обіймає цю посаду на штатній основі.

## Відзнаки
За активну громадсько-політичну діяльність, особистий внесок у розвиток національного книговидання О. В. Афоніна нагороджено орденами «За заслуги» III та II ступенів, Почесною грамотою Кабінету Міністрів України, присвоєно Почесне звання «Заслужений працівник культури України»
За результатами діяльності у 2004 році — лауреат премії імені Дмитра Нитченка.